# Искра (Бузулукский район)
Искра — посёлок в Бузулукском районе Оренбургской области России. Административный центр муниципального образования сельского поселения Пригородный сельсовет.

## География
Расположен на берегу Домашкинского водохранилища.
Удалённость от районного центра и ближайшей ж/д станции — 5 км на запад.
Расстояние до областного центра — 240 км.

## История
Основан в 1937 году выходцами из села Липовка, где существовал колхоз «Искра» и назван в его честь.

## Достопримечательности
- Домашкинское водохранилище.
- Памятник участникам Великой Отечественной войны.
- Музей при МОБУ "Искровкая СОШ"

## Учреждения социальной сферы
- Муниципальное образовательное учреждение «Искровская средняя общеобразовательная школа».
- Муниципальное дошкольное образовательное учреждение «Детский сад «Колокольчик».
- Сельский Дом культуры.
- Фельдшерско-акушерский пункт.